# 革籠石山
革籠石山（かわごいしやま）は、丹沢山地の東部にある標高640mの山であり、神奈川県愛甲郡清川村と同郡愛川町の境に位置する。
東丹沢の展望台として有名な仏果山から土山峠へ下る尾根途中にある小ピークであり、地図に山名が表記されていない場合が多い。

## 周辺の山
- 仏果山（747m）
- 経ヶ岳（633m）

## ギャラリー

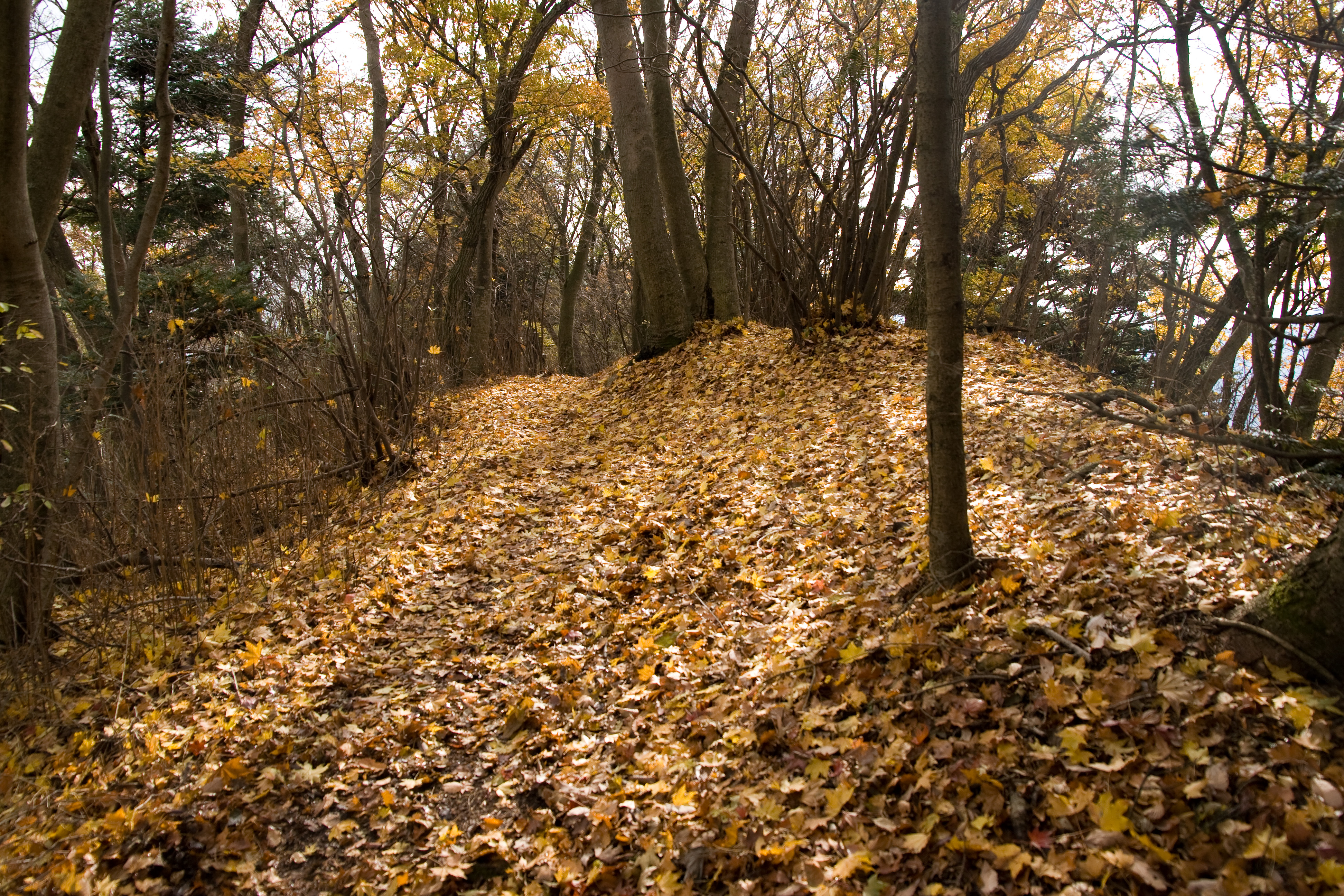
革籠石山付近の登山道